# Sankt Michael im Lungau
Sankt Michael im Lungau è un comune austriaco di 3 586 abitanti nel distretto di Tamsweg, nel Salisburghese; ha lo status di comune mercato (Marktgemeinde). Stazione sciistica, ha ospitato tra l'altro i Campionati austriaci di sci alpino 1993.